# 畠山史郎
畠山 史郎（はたけやま しろう、1951年 - ） は、日本の環境学者。東京農工大学名誉教授。元埼玉県環境科学国際センター総長。元日本エアロゾル学会会長。

## 人物・経歴
東京生まれ。1974年東京大学理学部化学科卒業。1976年東京大学大学院理学系研究科化学専門課程修士課程修了。1979年東京大学大学院理学系研究科化学専門課程博士課程修了、理学博士、国立公害研究所大気環境部研究員。1987年国立公害研究所大気環境部主任研究員。1997年国立環境研究所地球環境研究センター研究管理官。1998年国立環境研究所大気圏環境研究領域大気反応研究室長。2002年筑波大学大学院環境科学研究科連携大学院教授併任。2006年国立環境研究所アジア自然共生研究グループアジア広域大気研究室長、日本エアロゾル学会会長。2007年東京農工大学大学院共生科学技術研究院教授。2010年東京農工大学大学院農学研究院教授、日本エアロゾル学会会長。2016年東京農工大学名誉教授、埼玉県環境科学国際センター総長、環境省越境大気汚染・酸性雨対策検討会座長。2017年環境省中央環境審議会大気騒音振動部会長。2019年一般財団法人日本環境衛生センターアジア大気汚染研究センター所長。

## 著書
- 『酸性雨 : 誰が森林を傷めているのか？』日本評論社 2003年
- 『越境する大気汚染 : 中国のPM2.5ショック』PHP新書 2014年
- 『みんなが知りたいPM2.5の疑問25』（三浦和彦と共編著）成山堂書店 2014年
- 『もっと知りたいPM2.5の科学』（野口恒と共著）日刊工業新聞社 2016年

## 受賞
- 1987年大気汚染研究協会賞受賞[3]
- 2000年アメリカ地球物理学連合学会誌編集委員長表彰[3]
- 2011年大気環境学会賞学術賞[3]
- 2012年日本エアロゾル学会エアロゾル計測賞[3]
- 2012年大気環境学会論文賞[3]
- 2015年アジアエアロゾル研究会議フェロー[3]
- 2019年環境大臣賞 環境保全功労者表彰[3]